# Yasunori Watanabe
Yasunori Watanabe (ur. 2 czerwca 1974 w Tokio, zm. 3 kwietnia 2010 w Kamakura) – japoński rugbysta grający w formacji młyna, wielokrotny zwycięzca All-Japan Rugby Football Championship i Top League, reprezentant kraju, uczestnik trzech Pucharów Świata.
Podczas studiów na Nippon Sport Science University z sukcesami reprezentował uczelnianą drużynę rugby, a dobre w niej występy przyniosły mu powołanie i debiut w reprezentacji kraju. W 1997 roku związał się z klubem Toshiba Brave Lupus, w którym występował do zakończenia kariery z końcem sezonu 2008/2009. Triumfował z nim w 35., 36., 41., 43. i 44. edycji All-Japan Rugby Football Championship, a po utworzeniu Top League grał w pierwszych sześciu sezonach. Jego zespół okazał się zwycięski w sezonach 2004/2005, 2005/2006, 2006/2007 i 2008/2009, indywiduwalnie zaś podczas hat-tricku zwycięstw wybierany był do najlepszej piętnastki ligi.
W latach 1996–2007 rozegrał – także z sukcesami w mistrzostwach kontynentu – 34 testmecze dla japońskiej reprezentacji, w tym cztery w trzech edycjach Pucharu Świata: w 1999, 2003 i 2007.
Wieczorem 3 kwietnia 2010 roku wpadł pod koła wjeżdzającego na stację pociągu, według świadków w pobliżu nie było nikogo.